# Peter Schlütter
Peter Schlütter   (Copenhaguen, 25 de novembre de 1893 - Copenhaguen, 6 d'abril de 1959) va ser un regatista danès que va competir durant la dècada de 1920.
El 1928 va prendre part en els Jocs Olímpics d'Amsterdam, on va guanyar la medalla de plata en la regata de 6 metres del programa de vela, a bord del Hi-Hi, junt a Vilhelm Vett, Nils Otto Møller i Aage Høy-Petersen.